# ماكسيميليان أدلر
ماكسيميليان أدلر ( 1884 – 1944 م) هو مدرس، وعالم لغوي كلاسيكي، وأستاذ جامعي، من تشيكوسلوفاكيا، والإمبراطورية النمساوية المجرية. ولد في تشيسكي بوديوفيتسه، وتوفي، في معسكر أوشفيتز بيركينو، عن عمر يناهز 60 عاماً.

## التعليم
تعلم في جامعة فيينا، في تخصص فقه اللغات الكلاسيكية ‏، وفلسفة (حتى 1906)، وتعلم في جامعة كارلوفا
.